# 雌性

作为罗马女神维纳斯的象征通常用来代表女性（雌性）的符號。也代表行星金星，是铜的煉金術符號。

雌性又稱母，在雙性繁殖的生物中，是指負責製造卵子的個體（或個體的其中一部份）的性別，而負責製造精子的則稱為雄性，在缺乏雄性的情況下，大部份雌性的個體並不能自我繁殖，但有少數生物雌性的個體能自我繁殖（更準確地說是自我複製，但是還是一種生殖行為），這種做法，相對的有一些特殊的要求，例如需要準備給子代的多套基因組等等。在比較複雜的生物當中，雌性還具有初步孵育後代的功能。
表示雌的性别符号為「♀」（Unicode號碼：U+2640。亦是金星的天文符號），它的形狀為一個圓圈，並有一個向下的十字架，代表羅馬神話爱和美的女神维纳斯手中的镜子，亦有說法是因為卵子是不會主動移動的，所以用十字架表示。

## 演化
女性如何进化的问题主要是男性为什么进化的问题。第一批生物通过无性繁殖，通常是通过二分裂，即一个细胞一分为二。从严格的数字角度来看，一半雄性、一半雌性的物种可以产生无性繁殖种群一半的后代，因为只有雌性才能生育后代。成为雄性也会付出巨大的代价，比如动物需要进行华丽的性展示（比如巨大的鹿角或色彩鲜艳的羽毛），或者植物需要产生大量的花粉才能有机会使雌性受精。尽管身为男性要付出代价，但这一过程肯定也有一些优势。
这些优势可以通过异配性的进化来解释，这导致了男性和女性功能的进化。在异配生殖进化之前，一个物种的交配类型是同配的：大小相同，都可以移动，仅被归类为“+”或“-”类型:216。在异配生殖中，交配细胞被称为配子。雌配子比雄配子大，且通常不能运动。由于没有化石记录证明异配生殖的出现，因此人们对其了解甚少。关于异配现象出现的原因，存在多种理论。许多配子具有一个共同点，即较大的雌性配子更容易存活，而较小的雄性配子更容易找到其他配子，因为它们可以传播得更快。目前的模型常常无法解释为何同配性现象仍然存在于少数物种中。异配生殖似乎是从同配生殖进化而来的，例如，雌性团藻（一种绿藻）就是从正配生殖类型进化而来的:222。尽管有性生殖至少在12亿年前就已出现，但由于缺乏异配生殖化石记录，因此很难确定雌性进化的时间。
雌性性器官（动物的生殖器）在不同物种之间，甚至在同一物种内都存在着极大的差异。与男性生殖器相比，我们对女性生殖器的进化仍然了解甚少，这反映出一种过时的观念，即女性生殖器的多样性不如男性生殖器，因此研究起来用处不大。接触女性生殖器的困难也增加了研究的复杂性。新的3D技术使女性生殖器研究变得更加简单。生殖器进化非常快。关于影响女性生殖器进化的因素主要有三种假设：锁和钥匙（生殖器必须契合在一起）、隐秘的雌性选择（雌性影响雄性是否能够使其受精）和两性冲突（一种性军备竞赛）。还有一种假设认为，女性生殖器的进化是基因多效性的结果，即受到食物匮乏等环境条件影响的不相关基因也会影响生殖器。这一假设不太可能适用于大量物种，但总体而言，自然选择在女性生殖器的进化中发挥了一定作用。